# Dicrocoelium
Dicrocoelium (von altgriechisch dicro ‚doppelt, zweigeteilt‘ und koilos ‚hohl‘) ist eine Gattung der Saugwürmer mit weltweiter Verbreitung, deren Vertreter in der Gallengängen und Gallenblase von Wiederkäuern parasitieren. Da die Vertreter nicht sehr wirtsspezifisch sind, können auch der Mensch, Hasenartige, Schweine und Pferde infiziert werden.

## Merkmale und Lebenszyklus
Dicrocoelium haben einen lanzettförmigen, abgeflachten Körper, der hinter der Mitte am breitesten ist. Die Hoden sind diagonal angeordnet. Der Lebenszyklus ist relativ komplex und dauert mindestens sechs Monate. Die Eier werden mit dem Kot des Endwirts ausgeschieden und enthalten bereits die vollentwickelte Wimpernlarve (Miracidium). Die Eier müssen vor dem Schlupf der Wimpernlarve von Landschnecken aufgenommen werden, die Miracidien dringen dann durch die Darmwand der Schnecke. Hier vermehren sie sich ungeschlechtlich und es entstehen die Zerkarien. Diese verlassen in kleinen Schleimbällchen die Schnecke und werden von Ameisen gefressen. In der Leibeshöhle der Ameise entstehen im Hepatopankreas die Metazerkarien. Eine Zerkarie wandert in das Unterschlundganglion und sorgt dafür, dass diese Ameise sich an einem Grashalm festbeißt und beim Grasen durch den Endwirt aufgenommen wird.

## Arten
Gegenwärtig werden vier Arten in die Gattung eingruppiert:
- Dicrocoelium chinensis
- Dicrocoelium dendriticum, Kleiner Leberegel
- Dicrocoelium hospes, Afrikanischer Lanzettegel
- Dicrocoelium orientalis